# Großsteingrab Borghorsterhütten
Das Großsteingrab Borghorsterhütten ist eine megalithische Grabanlage der jungsteinzeitlichen Trichterbecherkultur bei Borghorsterhütten, einem Ortsteil von Osdorf im Kreis Rendsburg-Eckernförde in Schleswig-Holstein. Es trägt die Sprockhoff-Nummer 135.

## Lage
Das Grab befindet sich in Borghorsterhütten östlich der Straße Am Bokholt auf einer eingezäunten Koppel. In der näheren Umgebung gibt es zahlreiche weitere Großsteingräber: 1,1 km östlich befinden sich die Großsteingräber bei Birkenmoor, 2,3 km östlich das Großsteingrab Kaltenhof, 2,4 km südsüdöstlich das Großsteingrab Felm und 3 km nordnordöstlich das Großsteingrab Grönwohld.

## Beschreibung
Die Anlage besitzt eine runde Hügelschüttung mit einem Durchmesser zwischen 14 m und 15 m. In der Mitte liegen in einer Mulde mehrere Steine der Grabkammer, darunter ein Bruchstück eines gesprengten Decksteins. Ausrichtung, Maße und Typ der Grabkammer lassen sich nicht mehr bestimmen.